# Parque Equitativa
O Parque Equitativa é um bairro do Terceiro Distrito de Duque de Caxias.
É um bairro classe média alta, com residências luxuosas que chegam a custar 3 milhões.
O Bairro conta com uma equipe própria de seguranças, que não se é obrigatória a pagar já que estes não inibem o assalto no bairro, tendo relatos dos próprios moradores.
Está localizado no Parque Equitativa o Mercado do Herói, a choperia legado, Miragem Club, o Colégio CIOB, Colégio Estadual Professora Minervina Barbosa de Castro e o Colégio Municipal Santa Luzia, está sendo a primeira da região, além disto, encontra-se também a casa de Candomblé de uma das mais famosas mães-de-santo do Brasil, Gisele Cossard, Omindarewa.
Nos últimos 5 anos o bairro sofreu uma valorização absurda dos imóveis e grandes loteamentos o que vem gerando o desmatamento da reserva Biológica. Um imóvel que custava 90 mil reais, hoje é oferecido e vendido por cerca de 800 mil reais o lugar tem uma reserva cujo bioma de mata atlântica como é encontrado nas reservas vizinhas (Taquara) e a (Reserva Biológica do Tinguá)
Essa supervalorizado foi devido ao asfaltamento em 2007/2008 o que atraiu a classe média alta, hoje residem no bairro políticos, assessores políticos, empresários, advogados, policiais, delegados e médicos.
A taxa de assalto é baixo comparado aos bairros vizinhos.
No bairro existe duas praças a do (Monte) e a do (Parque Equitativa) é também um posto de saúde que foi construído pelo governador da época Moreira Franco, e mais tarde reformado pelo prefeito Zito no seu primeiro mandato, este posto atende a toda população dos bairros Equitativa e do Parque Paulista.